# Tecknau
Tecknau is een gemeente en plaats in het Zwitserse kanton Basel-Landschaft, en maakt deel uit van het district Sissach.
Tecknau telt 853 inwoners.